# Kudoriškis
Kudoriškis − kolonia na Litwie, w okręgu uciańskim, w rejonie oniksztyńskim, w gminie Skiemonys. W 2011 roku liczyła 2 mieszkańców.